# سيندي هسو
سيندي هسو (بالإنجليزية: Cindy Hsu)‏ هي صحفية أمريكية، ولدت في 6 مايو 1966.